# Isaac Carbonell
Isaac Carbonell Rabat (15 de julio de 1994) es un ciclista español. Debutó en 2014 de la mano del equipo Movistar Team Ecuador.
Es hijo de Domènec Carboniell, director deportivo del Inteja-MMR.

## Palmarés
No ha conseguido victorias como profesional.

## Equipos
- Movistar Team Ecuador (2014-2015)
- Inteja-MMR (2016)